# 鹿浜橋

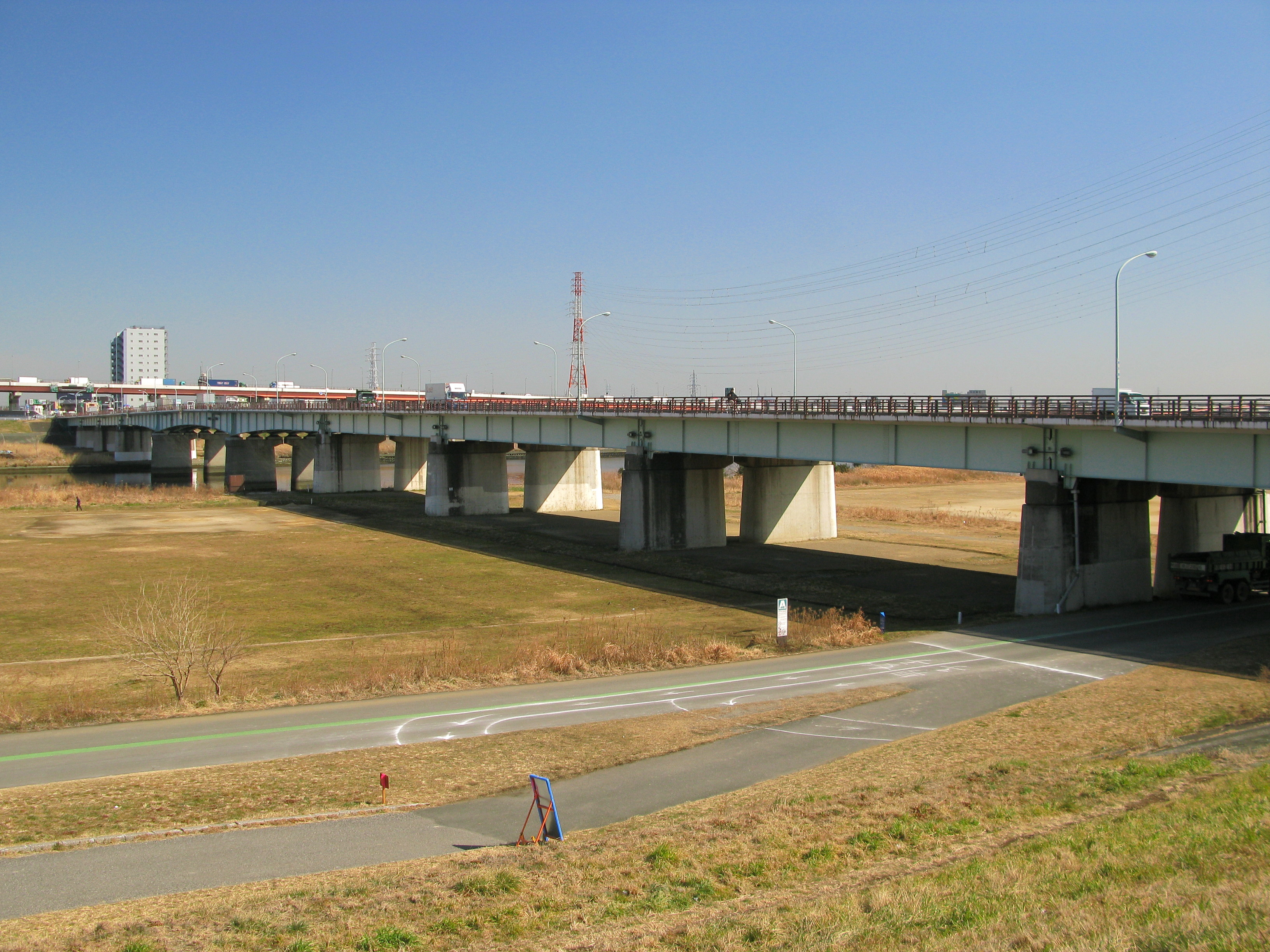
鹿浜橋（2012年2月）

鹿浜橋（しかはまばし）は、東京都足立区の荒川（荒川放水路）に架かる東京都道318号環状七号線（通称：環七通り）の橋（水道道路併用橋）である。

## 概要

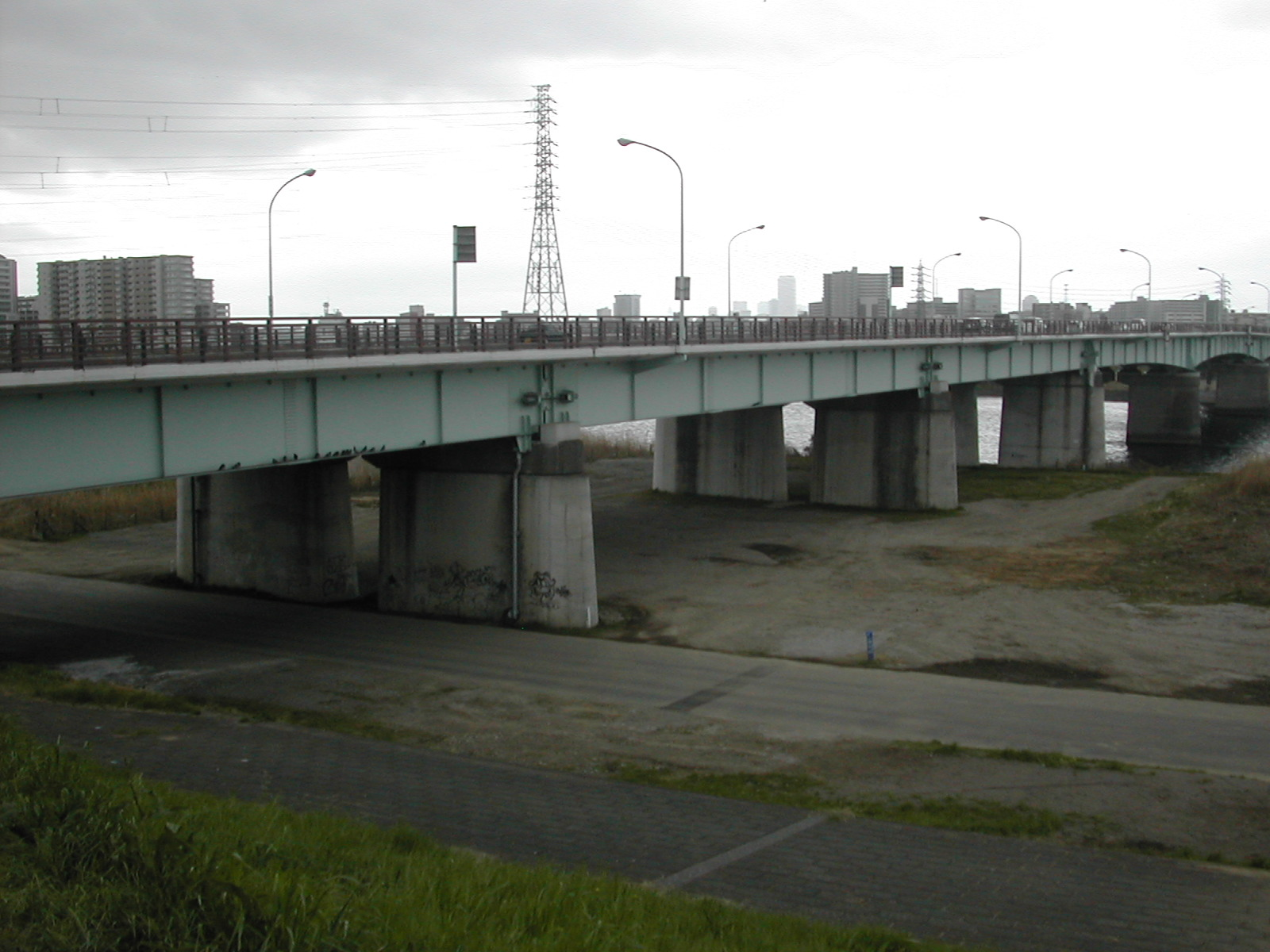
北側からみた鹿浜橋

荒川の河口から18.75 kmの地点の荒川に架かる総延長922.0メートルの橋で渡河区間である橋長451.3メートル、10径間の鋼鈑桁橋の1等橋（TL-20）で、本橋部を挟むように右岸側に長さ244.6メートル、左岸側に長さ226.1メートルの取り付け道路を有している。なお、取り付け道路は片側の幅員8メートルで歩道は設置されていない。また、水道道路併用橋でもあり橋桁に付帯設備として内径1.2メートルの水道管を4本（送水本管2本、工業用水道管2本）併設し、荒川を横断する水道橋の役割も持ちあわせている。また、首都高速道路川口線の鹿浜橋出入口とも接続している。橋は前後のアプローチ区間も含め自転車の車道走行が禁止されており、その旨を示す道路標識も橋の入口に設置されている。
橋の管理者は東京都である。また、災害時に防災拠点等に緊急輸送を行なうための、東京都の特定緊急輸送道路に指定されている。南岸の東京都足立区新田一・二丁目と北岸の同区鹿浜一・二丁目をつなぐ橋で、橋名は旧足立郡の鹿浜村・鹿浜新田にちなむ。
鹿浜橋は1924年（大正13年）に開削された荒川放水路に架かる最上流に位置する橋である。

### 諸元
- 種別 - 道路橋
- 形式
  - 上部工 - ゲルバー（カンチレバー）式鋼鈑桁 + 単純活荷重合成桁[3]
  - 下部工 - 鋼管杭基礎（外径600 mm、長さ31.0-42.0 m）
- 橋長 - 451.3 m [4]
- 最大支間長 - 70 m
- 径間割 - 39.0 m + 39.0 m + 39.0 m + 39.0 m + （51.0 m + 70.0 m + 51.0 m） + 39.0 m + 39.0 m + 39.0 m
- 幅員 - 20 m（車道8 m、歩道2 m） × 2[4]
- 完成年 - 1965年（昭和40年）2月[2]

## 歴史
東京都市計画街路環状七号線は国道122号を境に、西半分は東京オリンピックまでに整備をほぼ終えていたが、その東半分の大半が未着手だった。橋はその首都圏整備整備の一環として第一期工事が1962年（昭和37年）10月着工され、1965年（昭和40年）2月竣工され、同年2月12日に開通した。事業主体は東京都で製作・施工は上部工を横河橋梁（現、横河ブリッジ）、日本鋼管（現、JFEエンジニアリング）、川田工業（現、川田テクノロジーズ）が行ない、下部工を戸田建設、野口建設が行なった。側径間はクローラクレーンより1径間毎に架設され、主径間はベント工（仮受け構台）で桁を支持しながらケーブルクレーンを用いて架設された。橋の右岸側には幅員8.0メートル、左岸側は幅員8.0メートルの取り付け道路を有している。また、右岸側取り付け道路に幅員3.75メートルの側道を併設していた。また、羽村水系と金町水系を接続する送水本管2本もこの時に設置され1964年6月より通水を開始している。この工事は西に隣接する隅田川に架かる新神谷橋と同時に行われ、事業延長は2750.4メートルにも及んだ。引き続き第二期工事に着手され、1968年（昭和43年）に橋が上流側に1本増設され4車線化された。また、工業用水道管2本もこの時に設置された。
橋の東詰に首都高速道路川口線の鹿浜橋出入口が開設され、1987年（昭和62年）9月9日に供用開始された。

## 周辺
橋付近はスーパー堤防化事業や五色桜に由来する桜の植樹事業が行なわれている。河川敷はゴルフ場やグラウンドなどのレクリエーション施設として利用されている。
- 荒川鹿浜橋緑地・足立区立新田わくわく水辺広場公園 - 河川敷に位置する
- 都市農業公園
- 新東京都民ゴルフ場
- 足立区立島江北公園
- 足立区立島糀屋公園
- 足立区立鹿浜西小学校
- 西新井警察署鹿浜交番
- 新田緑地
- 新田コミュニティ図書館
- 東京都立足立新田高等学校
- 新神谷橋 - 隅田川の橋。この橋も本橋と同様に、水道管を4本併設している。

## 路線バス
- 都営バス
  - 王49　王子駅 - 北区神谷町 - 江北陸橋下- 西新井大師 - 梅島駅 - 千住車庫
  - 王49　王子駅 - 北区神谷町 - 江北陸橋下 - 江北駅(平日朝のみ)
  - 王49折返　王子駅 - 北区神谷町 - 江北陸橋下 - 西新井大師 - 足立区役所
  - 王49折返　王子駅 - ハートアイランド東 - 江北陸橋下 - 西新井大師 - 足立区役所(平日日中のみ)
- 東武バスセントラル
  - 王30　王子駅 - 北区神谷町 - 江北陸橋下 - 西新井大師 - 綾瀬警察署 - 亀有駅北口（日中2往復のみ）
  - 深夜31　王子駅 → 北区神谷町 → 江北陸橋下 → 西新井大師 → 西新井駅(平日深夜のみ)
- 国際興業バス
  - 赤26　赤羽駅東口 - 東十条四丁目 - 加賀団地 - 舎人団地
  - 赤27　赤羽駅東口 - 東十条四丁目 - 江北陸橋下 - 西新井大師 - 西新井駅
  - 赤27-2　赤羽車庫 - 東十条四丁目 - 江北陸橋下 - 西新井大師 - 西新井駅
  - 赤27-3　赤羽駅東口 → 東十条四丁目 → 江北陸橋下(土曜夜間のみ)

## 隣の橋
- 荒川

（上流） - 荒川橋梁 - 新荒川大橋 - 鹿浜橋 - 五色桜大橋 - 江北橋 - （下流）